# Каліська губернія
Каліська губе́рнія — одна з західних губерній Російської імперії з центром у місті Каліш. На сьогодні територія у складі Польщі.
Утворена 1867 року виділенням із Варшавської губернії.

## Адміністративний поділ
Губернія поділялась на 8 повітів:
- Велюнський
- Каліський
- Кольський
- Конінський
- Ленчицький
- Слупецький
- Серадзький
- Турекський

## Населення
Згідно із переписом населення 1897 року, у Каліській губернії мешкало  840 597 осіб. Більшість населення становили поляки (705 400), далі йшли євреї (64 193), німці (61 482), росіяни (8 919), на інші національності припадало 603 особи.